# Хайпудирска губа
Хайпудѝрска губа (на руски: Хайпуды̀рская губа) е залив, тип губа, в крайната югоизточна част на Баренцово море, в Ненецки автономен окръг на Архангелска област в Русия. Вдава в сушата на 46 km, ширина на входа 15 km, в средната част 33 km, дълбочина 1 – 2 m. Западните брегове са високи и стръмни, а източните – ниски, с множество осушаващи се при отлив плитчини. В нея се вливат реките Хайпудира, Море-Ю, Коратаиха и др. Приливите са полуденонощни с амплитуда до 1 m.